# Ascochyta abelmoschi
Ascochyta abelmoschi är en svampart som beskrevs av Harter 1918. Ascochyta abelmoschi ingår i släktet Ascochyta, ordningen Pleosporales, klassen Dothideomycetes, divisionen sporsäcksvampar och riket svampar.   Inga underarter finns listade i Catalogue of Life.